# Élie-Miriam Delaborde
Élie-Miriam Delaborde, även Eraïm-Miriam Delaborde och Éphraïm Miriam Delaborde, född 7 februari 1839, död 9 december 1913, var en fransk pianist och tonsättare. Han var elev till Charles-Valentin Alkan och tros ha varit Alkans son i dennes förhållande med en äldre gift elev.
Delaborde var lärare till den svenska pianisten Alfred Roth och norskan Nanne Storm.